# Heinz Thilo
Heinz Thilo (Elberfeld, 8 ottobre 1911 – Hohenelbe, 13 maggio 1945) è stato un militare tedesco.
Era obersturmführer (tenente) delle SS, nonché criminale di guerra durante la seconda guerra mondiale. È tristemente famoso per la sua carriera di medico nei campi di concentramento di Auschwitz e Gross-Rosen.

## Biografia
Heinz Thilo ha aderito al partito nazista nel dicembre 1930 e nel 1934 si è iscritto alle SS. Terminati i suoi studi di medicina con un dottorato nel 1935 a Jena, ha lavorato dall'aprile 1938 fino alla fine del 1941 come ginecologo per il Progetto Lebensborn. Dopo sei mesi di servizio al fronte, viene trasferito nel luglio del 1942 come medico nel campo di concentramento di Auschwitz. Dal 9 ottobre 1942, diventa responsabile dell'infermeria del campo. In questa veste ha operato frequentemente nella "rampa di servizio", prendendo parte alle "selezioni" degli ebrei, in cui si determinava al loro arrivo al campo chi dovesse essere condotto alla camera a gas. Egli ha anche selezionato i detenuti dall'ospedale-prigione per inviarli alla camera a gas, e ha anche partecipato alla liquidazione del "campo famiglia di Theresienstadt" in data 8 marzo 1944 quando 3.791 ebrei furono gassati. Secondo il suo collega Johann Paul Kremer, ad Auschwitz, Thilo definiva Auschwitz "Anus Mundi" (l'ano del mondo). Durante l'anno 1944, Franz Lucas è stato nominato da Thilo come rappresentante medico dei detenuti. Nel mese di ottobre 1944, Thilo è trasferito al campo di concentramento di Gross-Rosen, dove lavora come medico fino alla liberazione, nel febbraio del 1945. Imprigionato, Thilo muore suicida in carcere il 13 maggio 1945 all'età di 33 anni.
| Controllo di autorità | VIAF (EN) 32972439 · ISNI (EN) 0000 0000 1881 1558 · GND (DE) 125867751 |